# Gordon McOmber
W. Gordon McOmber (* 2. Oktober 1919 in Magrath, Alberta; † 24. August 2018 in Great Falls, Montana) war ein US-amerikanischer Politiker. In den Jahren 1988 und 1989 war er kommissarischer Vizegouverneur des Bundesstaates Montana. Als junger Politiker stand er der Farmer’s Union nahe, später wurde er Mitglied der Demokratischen Partei.

## Leben
McOmber wurde 1919 als Sohn US-amerikanischer Eltern in Kanada geboren, 1929 zog seine Familie nach Montana um. 1938 schloss er die Highschool ab und arbeitete von da an als Landwirt. 1954 wurde er erstmals in das Repräsentantenhaus von Montana gewählt. Er wurde in elf aufeinanderfolgenden Legislaturperioden in die Montana Legislature gewählt, davon verbrachte er fünf im Repräsentantenhaus und sechs im Senat von Montana, wobei er drei Mal Senatspräsident war. Nach dem Rücktritt von Vizegouverneur George Turman übernahm er verfassungsgemäß dessen Amt und beendete als kommissarischer Vizegouverneur die Amtszeit, die bis Januar 1989 lief. Dann übernahm der neu gewählte Allen Kolstad diese Funktion. Im Jahr 2005 gab er ein Interview über sein politisches Wirken.